# Jakutsk
Jakutsk ([Якутск] Napaka: {{Jezik-xx}}: neveljaven parameter: |p= (pomoč); jakutsko Дьокуускай, latinizirano: J̌okuuskay, izgovorjava [ɟokuːskaj]) je glavno mesto Jakutije v Rusiji in leži okrog 450 km južno od arktičnega kroga. Mesto poganja rudarstvo in Jakutsk je eno najhitreje rastočih regionalnih mest in je imel leta 2021 355.443 prebivalcev.
Jakutsk ima povprečno letno temperaturo −8,0 °C, zimske temperature so konstantno manjše od −20 °C, rekord pa je −64,4 °C. Jakutsk je tako najhladnejše večje mesto na svetu (čeprav obstaja peščica manjših mest v tej regiji, ki so rahlo hladnejša). Jakutsk je tudi največje mesto na neprestanem permafrostu; edino drugo takšno večje mesto je Norilsk, tudi v Sibiriji. Jakutsk leži v Centralnem jakutskem nižavju in je pomembno pritanišče na reki Leni. Mestu služita letališče Jakutsk in manjše letališče Magan.
Po mestu je poimenovana podmornica v gradnji za Rusko vojno mornarico razreda Varšavjanka.

## Zgodovina
Mesto so leta 1632 ustanovili kozaki in se je sprva imenovalo Lenska trdnjava ali Jakutska trdnjava. Prvo ime izhaja iz reke Lene, drugo pa iz sopomenko za Saho, Jakutijo in to se je naposled uveljavilo. Leta 1708 je kraj prejel status mesta z imenom Jakutsk.
Jakuti, tudi ljudstvo Saha, so na to območje migrirali v 13. in 14. stoletju iz drugih delov Sibirije. Po prihodu so se zmešali z drugimi avtohtonimi Sibirci na tem območju. Rusko naselje Jakutsk je ustanovil Pjotr Beketov leta 1632 kot trdnjavo. Leta 1639 je bil v njem nameščen vojvoda Jakutska, ki je postal najpomembnejši ruski uradnik na tem območju in je narekoval širitev proti vzhodu in jugu.

## Podnebje
Jakutsk ima intenzivno celinsko subarktično podnebje (Köppenova podnebna klasifikacija Dfc, meji na Dfd) in ima najhladnejše zimske temperature od vseh drugih mest svoje velikosti ali večjih. Povprečne mesečne temperature v Jakutsku so med +19,9 °C julija in −37,0 °C decembra.

## Gospodarstvo
Primarna ekonomska dejavnost v kraju je rudarjenje, zlasti premoga, zlata in diamantov. Veliko rudarskih družb ima svoje sedež v Jakutsku.
Dragi kamni in kovine, zlasti diamanti, pa tudi premog, so glavni izvozni artikli mesta. Leta 2021 je izvoz znašal 5,55 mrd USD in je bil tako 16. od 85 ruskih federalnih subjektov, vendar se je leta 2022 močno zmanjšal (pod 1 mrd USD).